# ماريو برانش
ماريو برانش (بالإنجليزية: Mario Branch)‏ هو لاعب كرة قدم أمريكية أمريكي، ولد في 13 أغسطس 1979 في غرينوود في الولايات المتحدة، وتوفي في 8 أبريل 2011 في ناشفيل في الولايات المتحدة.